# Ferdynand II Habsburg (książę Tyrolu)
Ferdynand II Habsburg (ur. 14 czerwca 1529 r. w Linzu, zm. 24 stycznia 1595 r. w Innsbrucku) – arcyksiążę z dynastii Habsburgów, namiestnik Czech, w latach 1564–1595 książę Tyrolu.

## Życiorys
Ferdynand był drugim spośród czterech synów cesarza (i zarazem króla Czech i Węgier, arcyksięcia Austrii, księcia Styrii i Karyntii oraz hrabiego Tyrolu) Ferdynanda I Habsburga oraz Anny Jagiellonki, córki króla Czech i Węgier Władysława II Jagiellończyka. Jego starszym bratem był cesarz Maksymilian II Habsburg.
W 1547 r., po nieudanym buncie stanów czeskich, ojciec powierzył Ferdynandowi administrację Czech. Ten złagodził represje wobec szlachty i mieszczaństwa, odmówił także prześladowań wobec utrakwistów. Na prośbę swego stryja Karola V udał się do Niderlandów, aby przekonać swego ojca do przyjęcia korony cesarskiej. W 1556 i 1566 r. uczestniczył w wojnach przeciwko Turkom.
Jako jednemu z młodszych synów po śmierci ojca przypadł mu jako dziedzictwo Tyrol (a także szwabskie posiadłości Habsburgów), jednak faktycznie objął dziedzictwo w 1567 r., po zakończeniu pełnienia funkcji namiestnika Czech. Przeprowadził w Tyrolu reformy administracyjne, jednak ucisk podatkowy powodował sprzeciw poddanych. Prowadził politykę kontrreformacyjną zwalczając luteran i anabaptystów, ale także nadużycia kleru.
Nie zważając na zły stan finansów i zadłużenie, prowadził bardzo wystawny dwór. Był rozmiłowany w nauce i sztuce. W Innsbrucku rozbudował zamek Ambras, ukończył nagrobek cesarza Maksymiliana I Habsburga oraz urządził bibliotekę. Zebrał też imponującą kolekcję uzbrojenia oraz malarstwa.
W czasie elekcji 1587 roku był kandydatem do polskiego tronu.

## Życie prywatne
W 1557 r. Ferdynand poślubił w miejscowości Březnitz Filipinę Welser, córkę patrycjusza z Augsburga Franza Welsera. Fakt zawarcia małżeństwa był długo ukrywany, w tym przez kilka lat także przed ojcem Ferdynanda. Z tego morganatycznego związku pochodziło czworo dzieci:
- Andrzej (1558–1600), kardynał,
- Karol (1560–1618), margrabia Burgau,
- Filip (1562–1563),
- Maria (1562–1563).

W 1580 r. Filipina zmarła. W 1582 r. Ferdynand poślubił w Innsbrucku Annę Katarzynę Gonzagę, córkę księcia Mantui Wilhelma I Gonzagi. Ze związku tego pochodziły dwie córki:
- Maria (1584–1659),
- Anna (1585–1618), żona cesarza Macieja Habsburga.

Anna Katarzyna przeżyła Ferdynanda, zmarła w 1621 r. jako ksieni jednego z klasztorów w Innsbrucku.
Ponieważ jego synowie z pierwszego małżeństwa z uwagi na jego morganatyczny charakter nie mogli dziedziczyć księstwa, a z drugiego małżeństwa pochodziły tylko córki, Tyrol po śmierci Ferdynanda przypadł jego bratankowi, cesarzowi Rudolfowi II Habsburgowi.